# Дом Емельянова
Дом Емельянова (также дом М. Е. Хлебникова) — историческое здание в Пушкине. Построен в 1836—1839 году. Объект культурного наследия регионального значения. Расположен на Оранжерейной улице, дом 21, выходит на Соборную площадь.

## История
Большой участок на восточной стороне Соборной площади по генеральному плану города был отведён под присутственные места и долгое время пустовал. В 1835 году участки отвели под застройку частными жилыми домами. Проекты всех пяти домов составил архитектор Себастьян Черфолио, они образовали единый ансамбль. Участок за № 288c был определён для размещения дома крестьянина Емельянова. Позднее дом, как и соседний дом Родакса, перешёл к булочнику, купцу 3-й гильдии М. Е. Хлебникову. В советское время к зданию пристроен кондитерский цех.

## Архитектура
Дом оформлен единообразно с симметричным домом Измайловой. Центром композиции обоих домов является двойная арка, гармонирующая с арками Екатерининского собора. Позднее сходный мотив арок был воспроизведён на фасаде Гостиного двора. Фасады венчают широкие щипцы. Щипец ранее украшал рельеф с изображением венка и лиры, а также металлические кронштейны для фонарей, которые не сохранились.